# Gvia HaMedina 2009-2010
La Coppa d'Israele 2009-2010 (in ebraico 2009-2010 גביע המדינה, Gvia HaMedina 2009-2010, cioè "Coppa di Stato 2009-2010") è stata la 77ª edizione della competizione, la 56ª dalla nascita dello Stato di Israele. Il torneo è iniziato il 4 settembre 2009 e si è concluso l'11 maggio 2010, con la vittoria (la tredicesima in assoluto) dell'Hapoel Tel Aviv, che ha battuto in finale il Bnei Yehuda per 3-1.
Poiché l'Hapoel Tel Aviv si è aggiudicato nella medesima stagione anche il campionato nazionale, è stata la finalista Bnei Yehuda a prenderne il posto al primo turno di qualificazione della UEFA Europa League 2010-2011.

## Settimo turno
Al torneo hanno preso parte tutte le squadre iscritte all'IFA. Per ragioni di semplicità, i primi sei turni sono qui pretermessi.
Al settimo turno hanno preso parte le sedici vincitrici del sesto, che hanno affrontato le altrettante squadre partecipanti alla Liga Leumit.
Le partite si sono giocate il 5 e l'8 gennaio 2010.
| Squadra 1                         | Risultato         | Squadra 2                 |
| --------------------------------- | ----------------- | ------------------------- |
| Hapoel Bnei Lod                   | 3 – 1             | Maccabi Umm al-Fahm       |
| Hapoel Afula                      | 1 – 3             | Ironi K. Shmona           |
| Beitar Kfar Saba                  | 0 – 0 5 - 3 (dtr) | Ironi Kfar Yona           |
| Maccabi Nazaret Illit             | 0 – 7             | Ironi Sayid Umm al-Fahm   |
| Ironi R. HaSharon                 | 6 – 1             | Maccabi Kfar Kana         |
| Hapoel Arad                       | 3 – 1             | Maccabi Daliyat al-Karmel |
| Maccabi Ironi Amishav Petah Tiqwa | 0 – 1             | Karmiel Safied            |
| Maccabi Herzliya                  | 0 – 2             | Maccabi Be'er Sheva       |
| Hakoah Ramat Gan                  | 4 – 1             | Hapoel Gerusalemme        |
| Hapoel Marmorek                   | 2 – 1             | H. Rishon LeZion          |
| Beitar Shimshon Tel Aviv          | 0 – 1             | Maccabi Ironi Netivot     |
| Hapoel Ashkelon                   | 2 – 1 (dts)       | Maccabi HaShikma Hen      |
| Sektzia Ness Ziona                | 3 – 1             | Maccabi I. Bat Yam        |
| Nazareth Illit                    | 4 – 2             | Hapoel Daliyat al-Karmel  |
| Hapoel Kfar Saba                  | 1 – 0             | Ahva Arraba               |
| Hapoel Hadera                     | –                 | Maccabi Kabilio Giaffa    |

## Ottavo turno
All'ottavo turno, disputato tra l'18 e il 10 febbraio 2010, sono entrate le sedici squadre della Ligat ha'Al 2009-2010.
| Squadra 1               | Risultato         | Squadra 2              |
| ----------------------- | ----------------- | ---------------------- |
| Hapoel Marmorek         | 0 – 2             | Hapoel Bnei Lod        |
| Ironi K. Shmona         | 0 – 1             | Maccabi Kabilio Giaffa |
| Karmiel Safied          | 0 – 1             | Hapoel Ramat Gan       |
| Hapoel Arad             | 1 – 1 4 - 5 (dtr) | Nazareth Illit         |
| Ironi Sayid Umm al-Fahm | 0 – 2 (suppl.)    | Bnei Sakhnin           |
| Hapoel Be'er Sheva      | 1 – 0             | Maccabi Ironi Netivot  |
| Beitar Kfar Saba        | 0 – 1             | Ironi R. HaSharon      |
| Maccabi Petah Tiqwa     | 5 – 1             | Maccabi Ahi Nazaret    |
| Maccabi Haifa           | 5 – 0             | Hapoel Kfar Saba       |
| Maccabi Tel Aviv        | 3 – 1             | Maccabi Netanya        |
| Hapoel Ashkelon         | 2 – 1             | Sektzia Ness Ziona     |
| Hapoel Ramat Gan        | 0 – 1             | Ashdod                 |
| Bnei Yehuda             | 2 – 0             | Hapoel Akko            |
| Hapoel Petah Tiqwa      | 1 – 0 8 - 7 (dtr) | Hapoel Ra'anana        |
| Maccabi Be'er Sheva     | 1 – 4             | Beitar Gerusalemme     |
| Hapoel Haifa            | 0 – 3             | Hapoel Tel Aviv        |

## Ottavi di finale
Le partite si sono giocate il 23 e il 24 marzo 2010.
| Squadra 1              | Risultato         | Squadra 2           |
| ---------------------- | ----------------- | ------------------- |
| Maccabi Kabilio Giaffa | 0 – 5             | Hapoel Tel Aviv     |
| Beitar Gerusalemme     | 1 – 1 9 - 8 (dtr) | Maccabi Tel Aviv    |
| Ironi R. HaSharon      | 3 – 1             | Hapoel Be'er Sheva  |
| Hapoel Bnei Lod        | 1 – 3             | Maccabi Petah Tiqwa |
| Hapoel Ramat Gan       | 2 – 1 (suppl.)    | Maccabi Haifa       |
| Bnei Yehuda            | 1 – 0             | Hapoel Ashkelon     |
| Ashdod                 | 2 – 1             | Bnei Sakhnin        |
| Hapoel Petah Tiqwa     | 0 – 0 0 - 3 (dtr) | Nazareth Illit      |

## Quarti di finale
Le partite si sono giocate il 13 e il 14 aprile 2010.
| Squadra 1         | Risultato | Squadra 2           |
| ----------------- | --------- | ------------------- |
| Hapoel Tel Aviv   | 2 – 0     | Beitar Gerusalemme  |
| Ironi R. HaSharon | 2 – 1     | Maccabi Petah Tiqwa |
| Hapoel Ramat Gan  | 0 – 1     | Bnei Yehuda         |
| Ashdod            | 3 – 0     | Nazareth Illit      |

## Semifinali
Le partite si sono disputate il 4 maggio 2010.
| Squadra 1       | Risultato         | Squadra 2         |
| --------------- | ----------------- | ----------------- |
| Hapoel Tel Aviv | 3 – 1             | Ironi R. HaSharon |
| Bnei Yehuda     | 1 – 1 4 - 1 (dtr) | Ashdod            |

## Finale
| Arbitro: | Eitan Tabrizi |

|                                      |           |                    |
| Vermouth 25’, 74’ Enyeama 45’ (rig.) | Marcatori | 38’ (aut.) Douglas |